# علاقة تسامح (رياضيات)
في الرياضيات، العلاقة التسامحية (بالإنجليزية: Tolerance Relation)‏ هي علاقة انعكاسية وتناظرية، لا يجب أن تكون متعدية.